# Гелотофобия
Гелотофобия (др.-греч. γέλως — «смех», φόβος — «страх») — психическое расстройство невротического спектра по типу социофобии,  связанное с боязнью перед насмешками со стороны других людей. При этом смех может быть как позитивным, так и негативным. Гелотофобия встречается в разных культурах.
Человек с таким расстройством испытывает огромный страх перед мнением людей. Он тщательно просчитывает каждый свой шаг и, несколько раз обдумывая своё действие, заранее старается предусмотреть оценку других людей (слушателей, читателей и т. п.).

## История
Впервые гелотофобию описал немецкий психолог и психотерапевт М. Титц. Он рассматривал заболевание как особую форму социофобии. Впервые фобия была представлена научной общественности в 2008 на девятой Международной летней школе на симпозиуме по вопросам юмора и смеха (англ. Symposium on Humour and Laughter: Theory, Research and Applications) в Гранадском университете в Испании. Специалисты из Цюрихского университета совместно с учёными из 73 стран изучали гелотофобию на примере 22610 человек. Сейчас это явление широко исследует немецкий психолог В. Рух.

## Классификация
Специалисты по гелотологии из Цюрихского университета выделяют 2 группы больных гелотофобией:
1. Склонные скрывать страх насмешек и с этой целью активно высмеивающие других;
2. Склонные избегать ситуаций, где над ними могут смеяться[5].

## Эпидемиология
Несмотря на то, что гелотофобия встречается в разных культурах, у разных народов восприятие смеха различно. В Туркменистане и Камбодже больные гелотофобией склонны активно высмеивать других, а в Ираке, Египте и Иордании — избегать обстоятельств, когда над ними могут смеяться. Среди финнов только 8,5 % считают, что над ними смеются, в то время как среди гораздо более склонных к гелотофобии жителей Таиланда — 80 %.
Сотрудники НЦПЗ РАМН вместе с сотрудниками психологического факультета Цюрихского университета установили, что склонность к гелотофобии у жителей России ниже, чем у жителей Германии, выше, чем в Австрии и на одном уровне с Китаем и Швейцарией. Исследование, проведённое в России среди 216 респондентов возрастом от 18 до 69 лет (среди них — 140 из Костромы, 72 из Москвы, 4 из других городов) показало, что гелотофобией страдают 7,41 %: у 6,48 % в лёгкой степени и 0,93 % — средней. Явление не связано с возрастом, полом и семейным статусом, однако связано с местом жительства обратно пропорционально размеру города (в Костроме выше, чем в Москве). Связано это с тем, что в большом городе очень высока анонимность. У жителей Германии уровень гелотофобии 11,65 %, Австрии — 5,80 %, Китая — 7,31 % и Швейцарии — 7,21 %.

## Этиология и патогенез
На этиологию и патогенез гелотофобии существует 2 точки зрения.
Классики гелотологии М. Титц и В. Рух считают гелотофобию разновидностью социофобии. Подтверждает эту точку зрения сходство их симптомов.
По другой гипотезе, гелотофобия — нарушение чувства юмора, связанное с насмешками, подтруниваниеми, издевательства над такими людьми с детства. При этом юмор перестает их расслаблять. По Р. А. Мартину гелотофобия соответствует именно такому самоучижительному юмору.

### Гелотофобия как синдром
В. Рух и Р. Т. Пройер считают, что явление гелотофобии можно выделить не только как нозологическую единицу, но и как синдром. Они сравнили больных с гелотофобией по критериям М. Титца, атипичной депрессией, типичной депрессией и психически здоровых. На вопросы, связанные с чувством стыда, больные с гелотофобией и атипичной депрессией отвечали одинаково и отличались от остальных групп. Однако, конкретно по вопросам осмеяния, больные с гелотофобией резко отличались от остальных групп, мало отличавшихся между собой. На основе этого был сделан вывод о самостоятельности синдрома.
При этом гелотофобический синдром по В. Руху и Р. Т. Пройеру пересекается с социофобическим. Прогностическая значимость синдрома не изучена.

## Клиническая картина
Пациенты с этой болезнью боятся быть осмеянными. Себя они считают смешными и испытывают по этому поводу тревогу. Поэтому такие больные избегают общения и, как и страдающие классической социофобией, исполнения каких-либо общественных действий. На улыбки и незлобливый юмор они реагируют неестественно, а именно — испытывают страх. При этом возникает так называемый «синдром Пиноккио»: скованность, мышечное напряжение, учащение пульса, тремор, сухость в горле, заикание. Дифференциальный симптом, отличающий синдром от классической социофобии — так называемый «деревянный вид». Больные гелотофобией утрачивают социальные связи, избегают контакта глаз.
Чувство юмора у страдающих гелотофобией отсутствует. Смеются они либо крайне редко, либо слишком часто и саркастично, неестественно и неуместно, юмор воспринимают близко к сердцу, шутят только среди близких, доброжелательный юмор воспринимают враждебно. Часто шутки они понимают неправильно или не понимают.
Среди черт личности присутствуют интровертность и нарциссическое расстройство личности.
Гелотофобия тесно связана с атихифобией (боязнью совершить ошибку). Так же подфобией гелотофобии можно назвать глоссофобию (боязнь публичного выступления).

### Соболезненность
Дж. Форабоско с соавторами и отечественная исследовательница Е. А. Стефаненко показали, что психически больные получают более высокий балл по опроснику гелотофобии. У больных шизофренией и расстройствами личности гелотофобия более выражена, чем у больных с аффективными, тревожными и пищевыми расстройствами. Его сила пропорциональна длительности болезни.
В исследовании Е. А. Стефаненко обнаружилось, что гелотофобия не связана с агрессивностью, агрессивным юмором и уровнем притязаний. При этом у психически здоровых людей боязнь насмешек больше связана с переживанием стыда, в то время как у психически больных гелотофобия связана с переживанием страха, которое измерялось по шкале Дембо-Рубинштейна.

## Диагностика
В. Рух и Р. Т. Пройер создали опросник для диагностики гелотофобии. На русский язык его перевела и апробировала Е. Стефаненко. Опросник относится как собственно к гелотофобии, так и неспецифическим явлениям психопатологии. Он включает 46 вопросов: об уверенности в собственной смехотворности; предпосылки к фобии (насмешки в детстве); последствия фобии. Сокращённый вариант содержит 15 вопросов.
В. Рух с соавторами для проверки валидности опросника провели 2 эксперимента. В первом больные и здоровые сравнивали аудиозаписи со смехом разной эмоциональной окраски. При этом больные с гелотофобией считали позитивно окрашенный смех негативным, а негативно — ещё более негативным, то есть эмоциональную окраску смеха не различают.
Во втором эксперименте применялся аналог теста Розенцвейга. Показывали картинки с неопределёнными ситуациями, которые можно объяснить как насмешку над другими. Больные описывали картинки именно так и при этом показывали чувство страха.